# Ljubomir Perčinlić
Ljubomir Perčinlić (Zenica, 28. maj 1939 — Zagreb, 7. septembar 1998) bio je bosanskohercegovački akademski slikar i univerzitetski profesor.

## Biografija
Rođen je 28. maja 1939. godine u Zenici.
Diplomirao je slikarstvo 1966. godine na ALU u Beogradu. Nakon toga se vratio u rodno mjesto Zenicu, gdje se zaposlio kao profesor likovnog u gradskoj gimnaziji, a od 1975. godine predavao je na ALU u Sarajevu. U Zagrebu je živio od 1992. godine, gdje je godinu dana kasnije kao ravnopravan član primljen u Hrvatsko društvo likovnih umjetnika.
Od 1959. godine je imao 59 samostalnih i 90-ak skupnih izložbi radova (slika, crteža i skulptura, uglavnom od drveta i željeza), u zemlji i inostranstvu.
Umro je 7. septembra 1998. godine u Zagrebu.

### Djelo
Prvu samostalnu izložbu organizovao je 1959. godine, prije nego što je započeo studiranje na Beogradskoj ALU, kada je u svom rodnom gradu Zenici imao 20 godina (u galeriji Doma kulture grada Zenice). Između 1960. i 1966. godine studirao je u Beogradu, gdje je diplomirao u klasi profesora Nedeljka Gvozdenovića. Iste godine učestvovao je na izložbi „Generacija 66” u Umjetničkom paviljonu „Cvijeta Zuzorić” u Beogradu. Takođe, u Beogradu iste godine usljedila je samostalna izložba u galeriji tada poznatog Kolarčevog narodnog univerziteta. Godine 1966. vratio se u Zenicu. Perčinlić je tada zaposlen kao profesor umjetničkog obrazovanja (predmet: likovno) u lokalnoj srednjoj školi (gimnaziji).
Druga značajna tačka njegovih progresivnih umjetničkih ideja bio je temelj umjetničke grupe „Prostor—oblik”, koji je imao i veliku ulogu na bosanskohercegovačkoj umjetničkoj sceni, a na kojoj je sarađivao sa slikarima Edinom Numankadićem, Tomislavom Dugonjićem i grafičarom Enesom Mundžićem. Osnovana 10. oktobra 1975. godine, grupa je prvi put izlagala u Banjoj Luci. Nakon toga su odmah uslijedile izložbe u Zenici i Sarajevu.
Perčinlić je 1975. godine postao predavač na Sarajevskoj ALU. Godine 1988. tamo je postavljen za redovnog profesora i ostao na toj dužnosti do zvaničnog izbijanja Rata u BiH. Te 1992. godine sa porodicom (sa suprugom i sinom) preselio se u Zagreb u već nezavisnu Hrvatsku. Sljedeće godine postao je član Hrvatskog društva likovnih umjetnika. Godine 1994. izložen je u Muzeju moderne umjetnosti (Muzej suvremene umjetnosti) u Zagrebu. Uslijedile su brojne samostalne i skupne izložbe (takođe u BiH, Sloveniji i Kini) sve do njegove smrti i nakon toga.

### Rad
Zbog opštih istorijskih dešavanja na ovom području srednje Jugoslavije, vizuelne umjetnosti u Bosni i Hercegovini počele su se kasno razvijati i kao rezultat toga kasne u iskustvu formalnih i teorijskih rasprava koje su se odvijale u vizuelnim umjetnostima u (zapadnoj) Evropi, ali i u jugoslovenskim umjetničkim trendovima 20. vijeka (u Hrvatskoj , Sloveniji ili Srbiji) koje su se već organizovale. U ovom praktičnom i teorijskom razvoju koncepta umjetnosti, koji je takođe značio opšti intelektualno-kulturni razvoj, uloga Perčinlića u BiH bila je od izuzetne važnosti. Bio je jedan od prvih bosanskohercegovačkih umjetnika koji se ozbiljno uhvatio u koštac s borbom protiv preovlađujućeg tradicionalnog, ali takođe — sve do kasnih ’50-ih — dijelom ideološki prilagođenim konceptom umjetnosti. Već u prvim djelima postoji slika koja se jasno suprotstavlja slici bosanskohercegovačke umjetničke scene u to vrijeme. Budući da je glavni oblik umjetničkog izražavanja u BiH, zbog kasnog razvoja, bilo slikarstvo, nove ideje dolazile su od umjetnika koji su se bavili ovim medijumom. Grupa je smislila novi koncept umjetnosti i novi umjetnički pogled otprilike u isto vrijeme ili neposredno prije njega (u drugoj polovini ’50-ih). Iz Banje Luke su izašla „Četvorica”, grupa čiji su članovi bili slikari Dušan Simić, Bekir Misirlić, Alojz Ćurić i Enver Štaljo. U tom kontekstu treba pomenuti i slikara Kemala Širbegovića, takođe sa banjolučke scene.
Od samog početka pa do smrti, Perčinlićeva slika pokazala je izvanredno izraženu redukcionističku orijentaciju, ne samo u formalnom smislu, već i u pogledu korišćene palete boja, koja je bila ograničena i često jednobojna u skladu sa svojom pojednostavljujućom logikom slike. U svom ranom radu boja njegovih slika svodi se na svjetlosne nijanse uglavnom zelene, ljubičaste, sive i plave boje, koje su podvučene bijelom i povremeno kombinovane sa smeđom. Slika je uvijek dvodimenzionalna i ravna. To se vidi čak i u njegovim prvim pejzažima, u kojima je jasno poprimio figurativne motive iz Bosne, a i hrvatski poluotok Pelješac figurativno je preveden u pravilna i nepravilno obojena područja te redom prenesena na ravninu slike. Samo horizont postavljen u gornjem dijelu područja slike — obično linija planine u daljini — sugeriše dubinu slike i samim tim utisak fiktivne trodimenzionalnosti. Dubina slike tek se rijetko prikazuje u njegovim enterijerima koji su na početku njegove karijere od 1959. do 1962. godine često bili sastavljeni kao mrtvački predmeti.
Sa sljedećom fazom, boja se još više smanjila. Slike od sredine ’60-ih do sredine ’70-ih mogu se dešifrovati samo sporadično na osnovu njihovih naslova. Eksperimentisanje sa reprezentativnim oblicima bosanskog ambijenta sve više dovodi do geometrizacije, a slika ostaje bez ikakvog utiska dubine. Slika se od danas svodi na „pravu” dvodimenzionalnost. Ali to se smanjivanje nastavlja i ekonomična primjena odabranih boja, što je oduvijek bilo tako, vodi — sada već u ’80-im — do jednobojnih, tonskih slika na kojima su pravougaonici i kvadrati predstavljeni zamagljenim konturama, transcendencija duhovnog svijeta se u svijest dovodi u blijedoj boji koja se postiže akvarelnim bojama. Osamdesetih je počeo koristiti posebno razvijenu tehniku crtanja izrezujući sitne crte u tanki papir za crtanje skalpelom, koji je zauzvrat kombinovao sa onima nacrtanim olovkom i grupisao u osnovne geometrijske oblike. Smanjenje boje takvog crteža, koje je rezultat kombinacije tonova određenih sivom i gotovo bijelom površinom papira, dostiže sljedeći nivo umjetničke pročišćenosti. Uglavnom zamućene ili neparno crtane konture ovih figurica stvaraju poseban vizuelni podražaj, što se može shvatiti kao namjerni dodatni učinak figurativnog, i, uprkos snažnom smanjenju, vodi slikarsku vlastitu poetiku. Ta se poetika pojavila i krajem ’80-ih, kada je Perčinlić nakon toga koristio sve više i sličnije „neobojene”, ali definitivno umjetničke metode; naime, to je bilo kad je sjekao, lijepio i učvršćivao papir na vodenoj osnovi i lijepljenjem pružao reljef u slojevima. Stvoreni su vrlo fini, jednobojni kolaži za slike. Ponekad skalpelom nacrta i svoje tanke, jedva prepoznatljive linije.
Sve to dovodi do njegove posljednje umjetničke faze, prekinute njegovom smrću, u kojoj slikarstvo svodi na minimum: slijedom toga, svodi ga na nulu, nakon čega više ne može postojati za njega. Sve više se izrezuje na površinu (uklanja se površina slikarske plohe), tanki papir obojen vrlo laganim tonom se zalijepi na njega, ponekad se pojedine linije nacrtaju skalpelom ili je povremeno izrezana površina na taj način ostavljena u postojećoj boji. Slikovni oblici tako stvoreni unutar slikovne površine uvijek su sastavljeni od nekoliko nepravilnih i stoga nesavršenih geometrijskih figura koje se mogu samo u ograničenom obimu označiti kao slika. To su zapravo predmeti napravljeni rukom slikara, koji se pružaju okvirom. Njegova posljednja djela zapravo više nisu bile slike, već delikatno stvoreni slikovni predmeti. Redukcionistički kontinuitet povezan s visokim estetskim standardom, kako u izrazu tako i u obliku, koji nikada nije bio cilj, već proces izveden iz prirode i karaktera umjetnikove ličnosti, takođe čini Perčinlićevo djelo umjetnički značajnim izvan granica zemlje.

## Spoljašnje veze
- Архивирано на веб-сајту  (6. март 2016)
- [мртва веза]